# Haltestelle Dalbergstraße

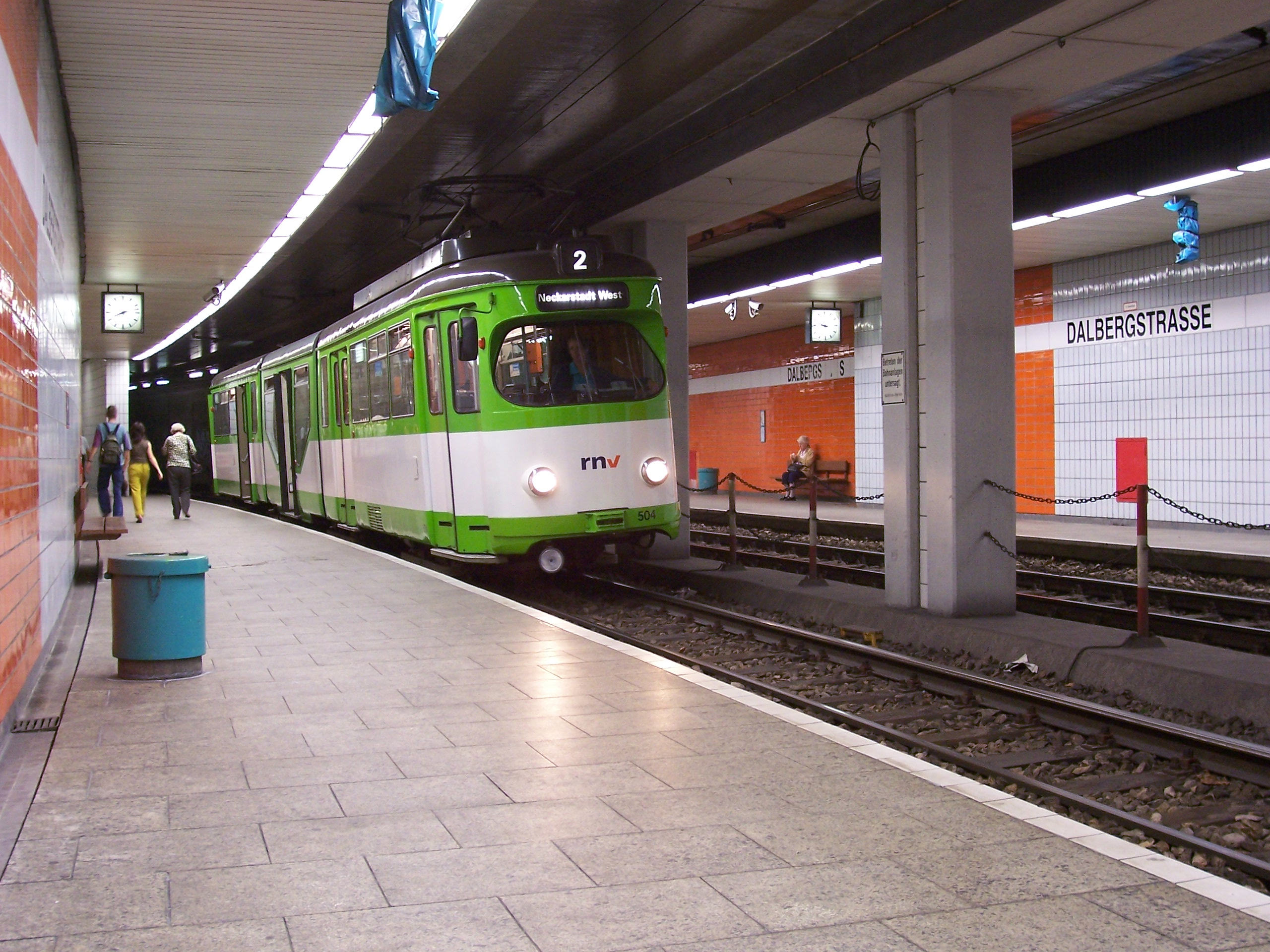
Ein Zug der Linie 2 nach Neckarstadt-West in der Haltestelle Dalbergstraße, 2005

Die Haltestelle Dalbergstraße ist die einzige unterirdische Station der Mannheimer Straßenbahn. Sie wurde im Rahmen der Planungen zum Bau einer U-Bahn in Mannheim und Ludwigshafen am 25. September 1971 eröffnet. Heute wird sie von der Linie 2 bedient, die zwischen Neckarstadt-West und Feudenheim verkehrt.

## Lage
Die Haltestelle liegt direkt unter dem Luisenring, der als Teil des Innenstadt-Straßenrings im Stadtbezirk Innenstadt/Jungbusch zwischen Innenstadt und Jungbusch hindurchführt. In unmittelbarer Nähe mündet die namensgebende Dalbergstraße in den Luisenring. Sie liegt zwischen den beiden oberirdischen Stationen MVV-Hochhaus und der als Turmbahnhof konzipierten Haltestelle Rheinstraße.

## Geschichte
Im Zuge des Projektes Visitenkarte, das unter anderem auch den Bau einer U-Bahn vorsah, wurden ab den 1960er Jahren zunächst nur in Ludwigshafen Tunnelstrecken mit unterirdischen Haltestellen gebaut. Mannheim verzichtete auf die Einführung einer U-Bahn und setzte weiterhin auf die Straßenbahn. 1971 wurde dann jedoch auch in Mannheim die erste und bis heute einzige Tunnelstrecke in Betrieb genommen. Sie führt unter dem Luisenring entlang und besitzt eine einzige Haltestelle an der Dalbergstraße. Dieser rund 500 Meter lange Tunnel war notwendig, um die aufwändigen Brückenauffahrten zur Kurt-Schumacher-Brücke von Mannheim nach Ludwigshafen schaffen zu können. Seitdem ist die Strecke unter dem Luisenring eine U-Straßenbahn.

## Aufbau
Die Station besitzt zwei Gleise an je einem Außenbahnsteig. Zwischen den beiden Streckengleisen stehen Stützpfeiler zur Stabilität des Bauwerkes. Die Station besitzt nur eine unterirdische Ebene, auf der die Straßenbahnen fahren. Im Gegensatz zu den unterirdischen Stationen in Ludwigshafen besitzt die Haltestelle Dalbergstraße keine Gleisnummerierung.